# Hugo Quevedo
Hugo Ezequiel Quevedo Montero (Machala, 20 de octubre de 1947 - Ibídem, 17 de enero de 2008) fue un abogado y político ecuatoriano, expresidente del Congreso Nacional.

## Trayectoria pública
Inició su vida política de la mano del Frente Radical Alfarista, partido con el que intentó infructuosamente ser elegido prefecto provincial de El Oro en 1984. Posteriormente formó parte del Partido Unidad Republicana, del expresidente Sixto Durán Ballén.
En 1998 ingresó al Partido Social Cristiano luego de recibir la invitación personal de Jaime Nebot para unirse. En las elecciones legislativas del mismo año fue elegido diputado en representación de la provincia de El Oro.
El 29 de agosto de 2000 fue elegido presidente del Congreso Nacional luego de una accidentada sesión del pleno en que los partidos de centroizquierda se unieron para impedir que los socialcristianos alcanzaran la presidencia. Durante la sesión, Quevedo se autoproclamó candidato a la presidencia y recibió el apoyo de los grupos liderados por la Izquierda Democrática, lo que le permitió ganar la presidencia pero provocó su expulsión del Partido Social Cristiano cuatro horas más tarde.
Durante su administración destacó la aprobación de la Ley de Juntas Parroquiales y la creación de cuatro universidades y dos cantones. En junio de 2001 renunció a la presidencia del Congreso luego de que se presentaran denuncias en su contra por suspuestas irregularidades en el manejo de fondos públicos.
El 17 de enero de 2008 fue asesinado mientras salía de su domicilio, en la ciudad de Machala. Testigos aseveraron que dos sujetos a bordo de un vehículo interceptaron a Quevedo y lo asesinaron con dos disparos de bala. Dos personas fueron detenidas para investigaciones, pero fueron liberadas por falta de pruebas.